# Motorowodne Mistrzostwa Europy w klasie T-550 2008
Motorowodne Mistrzostwa Europy w klasie T-550 - odbyły się w dniach 20-21 września 2008 w niemieckim mieście Lauffen am Neckar. Jedynym Polakiem, który zdobył brązowy medal na tych mistrzostwach był Krzysztof Śniadecki.

## Rezultaty
| złoto |
| ----- |

 Art Raudva - 1100 pkt.
| srebro |
| ------ |

 Karol Gańczak - 925 pkt.
| brąz |
| ---- |

 Krzysztof Śniadecki - 925 pkt.
4. Andrei Ovchinnikov - 638 pkt.
5. Łukasz Ciołek - 423 pkt.
.......
13. Michał Gembiak - 13 pkt.